# Rafailo Kalik
Archimandrita Rafailo (in serbo: Rafailo (Рафаило), nato Ratko Kalik (Ратко Калик), italianizzato talvolta in Rafael; Scardona, 14 dicembre 1940) è un monaco cristiano serbo dal 1982 igumeno del monastero di Morača, nella Chiesa ortodossa serba.

## Biografia
L'archimandrita Rafailo (Kalik) è nato il 14 dicembre 1940 a Scardona, Croazia, da genitori devoti. Ha terminato la scuola elementare nella sua città natale.
Si è diplomato alla scuola monastica nel Monastero di Ostrog, nel 1964. Divenne monaco il 4 agosto 1964, nel monastero di Ostrog, dal metropolita Danilo Dajković, del Montenegro e del litorale, ricevendo il nome monastico Rafailo. Ordinato ierodiacono ierodiacono e ieromonaco il 10 gennaio 1965. Dal 1º gennaio 1982 è abate igumeno del Monastero di Morača.
Il 28 agosto 2007 è stato insignito del titolo di archimandrita dal dott. Amfilohi Radović, arcivescovo di Cetinje, metropolita del Montenegro e del litorale. Il 27 novembre 2021 ha celebrato il suo 40º anniversario come abate del monastero di Morača.